# Afrotapejara zouhri
Afrotapejara zouhri — вид птерозаврів родини Tapejaridae, що існував в Північній Африці у пізній крейді (98 млн років тому). Описаний у 2020 році.

## Назва
Вид A. zouhri названо на честь марокканського палеонтолога Саміра Зугрі.

## Скам'янілості
Вид описаний з декількох фрагментів черепів різних особин, що знайдені у відкладеннях геологічної групи Кем-Кем в регіоні Тафілальт на сході Марокко.

## Опис
За розрахунками, розмах крил сягав 3,5-5 м. Череп був завдовжки 40-50 см.